# Yavnella argamani
Yavnella argamani is een mierensoort uit de onderfamilie van de Leptanillinae. De wetenschappelijke naam van de soort werd in 1987 gepubliceerd door J. Kugler.